# Charalámbos Perroúkas
Charalámbos Perroúkas (grec moderne : Χαράλαμπος Περρούκας), parfois Charalámbis et parfois Berroúkas (Μπερρούκας), né à Patras  et mort le 27 octobre 1824 était un combattant et homme politique grec qui participa à la guerre d'indépendance grecque.
Il était issu d'une famille de commerçants originaire d'Argos et qui s'installa à Patras au XVIIIe siècle. Il était le frère de Dimítrios Perroúkas.
Il fut initié dans la Filikí Etería et participa aux combats de la guerre d'indépendance. Il fut élu en 1823 à l'assemblée nationale d'Astros et nommé ensuite ministre des Finances dans l'Exécutif grec de 1823. Sa décision, très impopulaire, d'imposer un monopole étatique sur le sel entraîna sa révocation par le Bouleutikó. Cela précipita le déclenchement de la première guerre civile.

## Sources
- (el) Phótios Chrysanthópoulos, Βίοι Πελοποννησίων ανδρών και των εξώθεν εις την Πελοπόννησον ελθόντων κληρικών, στρατιωτικών και πολιτικών των αγωνισαμένων τον αγώνα της επαναστάσεως, Athènes, Stávros Andrópoulos,‎ 1888, 335 p. (lire en ligne) pp. 112
- (el) Parlement grec, Μητρώο Πληρεξουσίων, Γερουσαστών και Βουλευτών. 1822-1935, Athènes, Parlement grec,‎ 1986, 159 p. (lire en ligne) [PDF]